# Anne Johnsen
Anne Therese Johnsen-Eriksen (ur. 3 lutego 1967) – norweska zapaśniczka walcząca w stylu wolnym. Srebrna medalistka mistrzostw świata w 1987; czwarta w 1994 roku.
Zdobyła siedem tytułów mistrzyni Norwegii w latach 1985, 1988, 1989, 1992-1995; druga w 2017 i 2018 roku.